# Frankrijk op het Eurovisiesongfestival
Frankrijk is een van de landen die al sinds de eerste editie (1956) deelnemen aan het Eurovisiesongfestival. In totaal heeft Frankrijk nu 67 keer aan het liedjesfestijn deelgenomen. Alleen Duitsland (68 keer) deed vaker mee. Frankrijk is, als een van de vijf grote Eurovisielanden, altijd verzekerd van deelname aan de grote finale.

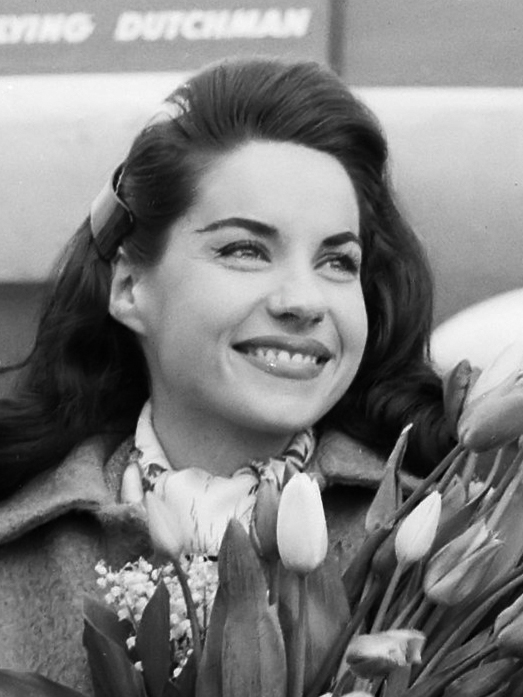
Jacqueline Boyer zorgde met Tom Pillibi voor de tweede Franse overwinning in 1960

## De balans
Frankrijk heeft in zijn lange songfestivalhistorie talloze successen gekend. De Fransen eindigden 40 keer bij de beste tien. Winnen deed Frankrijk in:
- 1958: André Claveau - Dors, mon amour
- 1960: Jacqueline Boyer - Tom Pillibi
- 1962: Isabelle Aubret - Un premier amour
- 1969: Frida Boccara - Un jour, un enfant
- 1977: Marie Myriam - L'oiseau et l'enfant

Naast de vijf zeges eindigde Frankrijk vijfmaal op de tweede plaats en zevenmaal op de derde plaats. De laatste jaren (met uitzondering van 2021) is het succes van het land afgenomen; waar de Fransen vier decennia lang successen vierden op het Eurovisiesongfestival, is het sinds de invoering van de televoting bergafwaarts gegaan met de Franse resultaten. Sinds 2003 komt Frankrijk er nauwelijks meer aan te pas, en eindigt het vrijwel keer op keer onopvallend ergens onderaan het scorebord. Bij de 57ste deelname in 2014 eindigde Frankrijk met de popgroep Twin Twin voor het eerst in de historie op de laatste plaats. Ondanks de tegenvallende resultaten bleef een Franse inzending nog nooit zonder punten.

## Het songfestival op Franse bodem

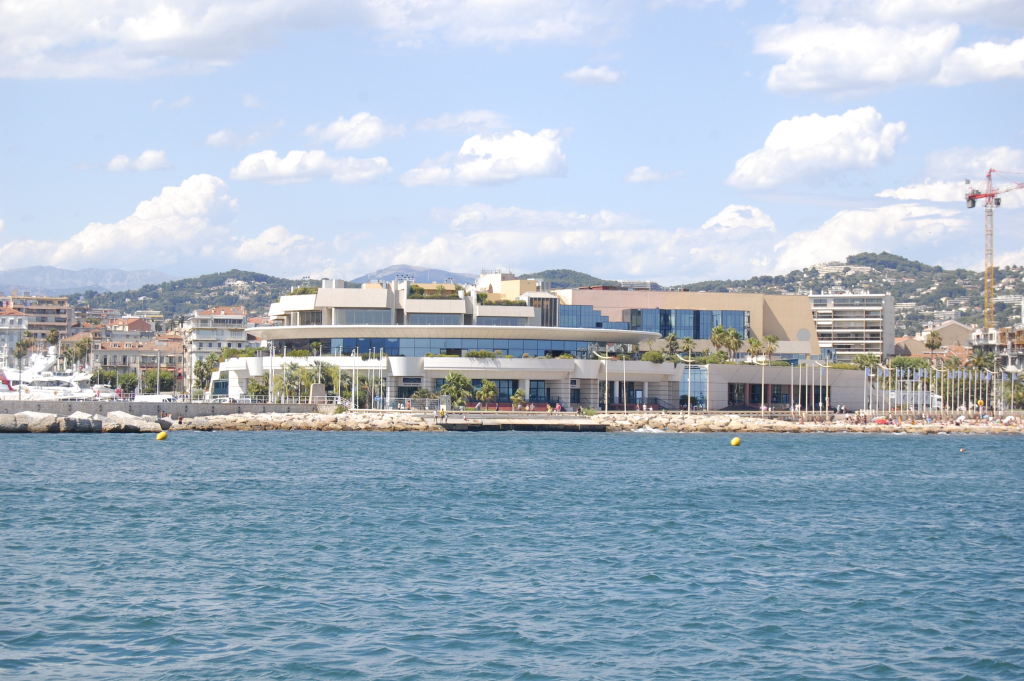
Het Palais des Festivals in Cannes ontving het songfestival in 1959 en 1961

Omdat Frankrijk vijfmaal het songfestival won, heeft het land ook vijfmaal het recht gehad om het songfestival te mogen organiseren. Toch heeft het songfestival slechts driemaal daadwerkelijk in Frankrijk plaatsgevonden:
- 1959: Palais des Festivals et des Congrès, Cannes
  - Presentatie: Jacqueline Joubert
- 1961: Palais des Festivals et des Congrès, Cannes
  - Presentatie: Jacqueline Joubert
- 1978: Palais des congrès de Paris, Parijs
  - Presentatie: Denise Fabre en Léon Zitrone

In twee gevallen werd een Franse zege niet gevolgd door een songfestival op Franse bodem:
- Na het organiseren van de songfestivals van 1959 en 1961, won Frankrijk het songfestival in 1962 opnieuw. In 1963 kreeg het land daarom voor de derde keer in vijf jaar tijd de organisatie toegewezen. Dit werd voor de Fransen echter wat te gortig; vanwege de kosten werd er afstand van gedaan. De Britse omroep BBC nam de klus over, en organiseerde het songfestival in Londen.
- Ook in 1970 had het Eurovisiesongfestival in Frankrijk kunnen plaatsvinden. Het land was in 1969 een van de vier winnende landen geweest. Zowel de Fransen als de andere drie landen (Spanje, Nederland en het Verenigd Koninkrijk) wilden het songfestival wel organiseren. Door middel van loting ging het festival uiteindelijk naar Amsterdam.

## Songfestivals zonder Frankrijk
Frankrijk heeft praktisch altijd meegedaan aan het Eurovisiesongfestival. Slechts tweemaal was het land er niet bij:
- In 1974 zou Frankrijk in eerste instantie gewoon deelnemen aan het songfestival. Het land zou in Brighton vertegenwoordigd worden door zangeres Dani met het lied La vie à vingt-cinq ans. Vier dagen voordat het festival zou plaatsvinden, overleed echter onverwachts de Franse president Georges Pompidou, waarmee Frankrijk in rouw werd gedompeld. Deelname aan het Eurovisiesongfestival werd niet passend geacht, en het land trok zich op de valreep terug.
- In 1982 trok Frankrijk zich nogmaals terug, ditmaal echter op last van omroep TF1. De omroep was niet tevreden over de kwaliteit van het Eurovisiesongfestival; in een verklaring werd kritiek geleverd op "de afwezigheid van talent en de middelmatigheid van de nummers". Het festival werd bovendien "krankzinnig" en "een monument voor geleuter" genoemd. Na één jaar afwezigheid keerde Frankrijk in 1983 echter alweer terug naar het songfestival, nadat televisiezender Antenne 2 de klus had overgenomen.

## Taal
Ondanks dat er tussen 1973 en 1976 een vrije taalregel op het Eurovisiesongfestival bestond, die in 1999 heringevoerd werd, is Frankrijk vrijwel altijd trouw gebleven aan het Frans. Af en toe is er wel geëxperimenteerd met andere talen; zo werd de inzending van 1992 deels vertolkt in het Haïtiaans-Creools, de bijdrage van 1993 deels in het Corsicaans, en de inzending van 2004 deels in het Spaans. Slechts driemaal was er in een Franse inzending helemaal geen Frans te horen; het land werd in 1996 en in 2022 vertegenwoordigd door een lied in het Bretons, en in 2011 geheel in het Corsicaans.
Van de Engelse taal, waar de meeste deelnemende landen voor kiezen, moeten de Fransen doorgaans weinig hebben, al is het sporadisch wel voorgekomen in de Franse inzendingen. Voorbeelden hiervan zijn de inzendingen van 2001, 2007 en 2012. Maar waar deze liedjes echter toch grotendeels in het Frans werden gezongen, was het in 2008 juist andersom. De inzending van dat jaar, Divine van Sébastien Tellier, bevatte voornamelijk een Engelstalige tekst, waar in Frankrijk overigens veel kritiek op kwam en zelfs leidde tot vragen in het Franse parlement. Uiteindelijk werd Tellier ertoe bewogen zijn lied meer aan te passen naar het Frans.
Het Frans is van oudsher, net als het Engels, een officiële Eurovisietaal. De presentatoren van de show moeten het Frans machtig zijn. Landen die bij de puntentelling hun punten geven, mogen dit zowel in het Frans als in het Engels doen. De scores worden vervolgens door de presentator herhaald in de andere taal.

## De jaren 50 en 60

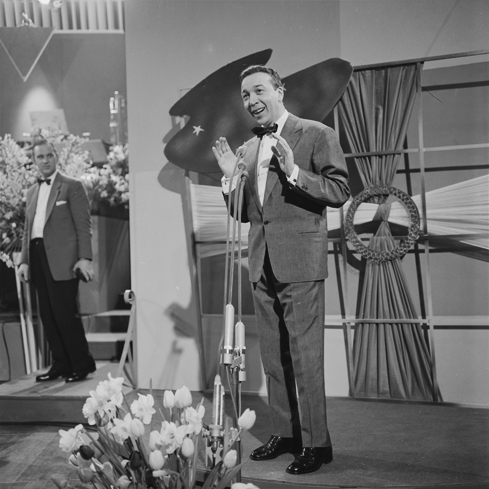
André Claveau zorgde voor de eerste Franse songfestivalzege in 1958

### Debuut en eerste zege
Frankrijk maakte zijn debuut op het allereerste Eurovisiesongfestival in 1956, gehouden in de Zwitserse stad Lugano. Er mochten twee deelnemers worden afgevaardigd, en voor Frankrijk werden dit de zangeressen Mathé Altéry en Dany Dauberson. Zij zongen ieder een lied, respectievelijk Le temps perdu en Il est là. Onbekend is op welke plaatsen Frankrijk eindigde; behalve de winnaar (Zwitserland) zijn de resultaten van dit songfestival nooit bekendgemaakt.
Frankrijk groeide direct uit tot een zeer succesvol land op het Eurovisiesongfestival. Na een tweede plaats in 1957 met Paule Desjardins, sleepte zanger André Claveau bij het derde songfestival, in 1958 in Hilversum, de eerste Franse zege binnen met het nummer Dors, mon amour. Het was een spannende puntentelling, waarbij pas de laatste punten van Italië de doorslag gaven. De Zwitserse winnares van 1956, Lys Assia, werd tweede op 3 punten achterstand van Claveau. Door de zege werd het Eurovisiesongfestival een jaar later voor het eerst door Frankrijk georganiseerd, en wel in het Palais des Festivals in Cannes. Het gastland werd hierbij vertegenwoordigd door zanger Jean Philippe, die derde werd. Hij zou drie jaar later nog eens terugkeren op het songfestival, echter ditmaal voor Zwitserland.

### Tweede en derde zege
In 1960 was Frankrijk opnieuw de sterkste op het songfestival. Dit keer won het dankzij Tom Pillibi van Jacqueline Boyer. Boyer, die enige tijd de schoondochter was van Édith Piaf, kreeg in Londen 32 punten en zorgde ervoor dat het songfestival in 1961 weer terugkeerde naar Frankrijk. Ook deze keer was het zuidelijk gelegen Cannes het decor. Zanger Jean-Paul Mauric, zelf afkomstig uit de buurt van Cannes, eindigde hier op de vierde plaats met het lied Printemps, avril carillonne.
Een derde Franse overwinning volgde in 1962 in Luxemburg, dankzij Isabelle Aubret. Haar ballade Un premier amour vergaarde een score van 26 punten, dubbel zo veel als de nummer 2, Monaco. Omdat Frankrijk het echter niet zag zitten om het songfestival voor de derde keer binnen vijf jaar te organiseren, vond de jaarlijkse liedjeswedstrijd een jaar later plaats in Londen.
Na een vijfde plaats voor Alain Barrière in 1963, stuurde Frankrijk in 1964 zangeres Rachel naar het songfestival in Kopenhagen met het lied  Le chant de Mallory, geschreven door hetzelfde team dat verantwoordelijk was geweest voor het winnende Tom Pillibi in 1960. Het belandde op de vierde plaats. In 1965 sleepte de van oorsprong Frans-Algerijnse zanger Guy Mardel met N'avoue jamais de derde plaats binnen.

### Vierde zege
Na de eerste tien jaar van het songfestival steeds bij de beste vijf te zijn geëindigd, maakte Frankrijk in 1966 een eerste misstap. Dat jaar wist de afgevaardigde Dominique Walter met zijn nummer Chez nous het Europese publiek niet te bekoren; het belandde met slechts 1 punt op de 16de plek. De teleurstelling onder de Fransen was groot, maar werd het volgende jaar alweer weggepoetst door Noëlle Cordier. Zij zong het lied Il doit faire beau là-bas naar de derde plaats en scoorde er een grote hit mee, die in Frankrijk nog altijd bekendstaat als een songfestivalklassieker. In 1968 wierpen de Fransen zich vervolgens weer in de strijd met Isabelle Aubret, van wie gehoopt werd dat zij haar overwinning van zes jaar eerder zou kunnen herhalen. Dit gebeurde niet; net als Cordier eindigde Aubret met 20 punten op de derde plaats. Winnen deed hierna wel Frida Boccara, die met haar lied Un jour, un enfant in 1969 naar het songfestival in Madrid was gekomen. Met een totaal van 18 punten zorgde zij voor de vierde Franse overwinning op het Eurovisiesongfestival. Deze zege moest echter wel gedeeld worden met Spanje, Nederland en het Verenigd Koninkrijk, die evenveel punten hadden behaald.

## De jaren 70 en 80

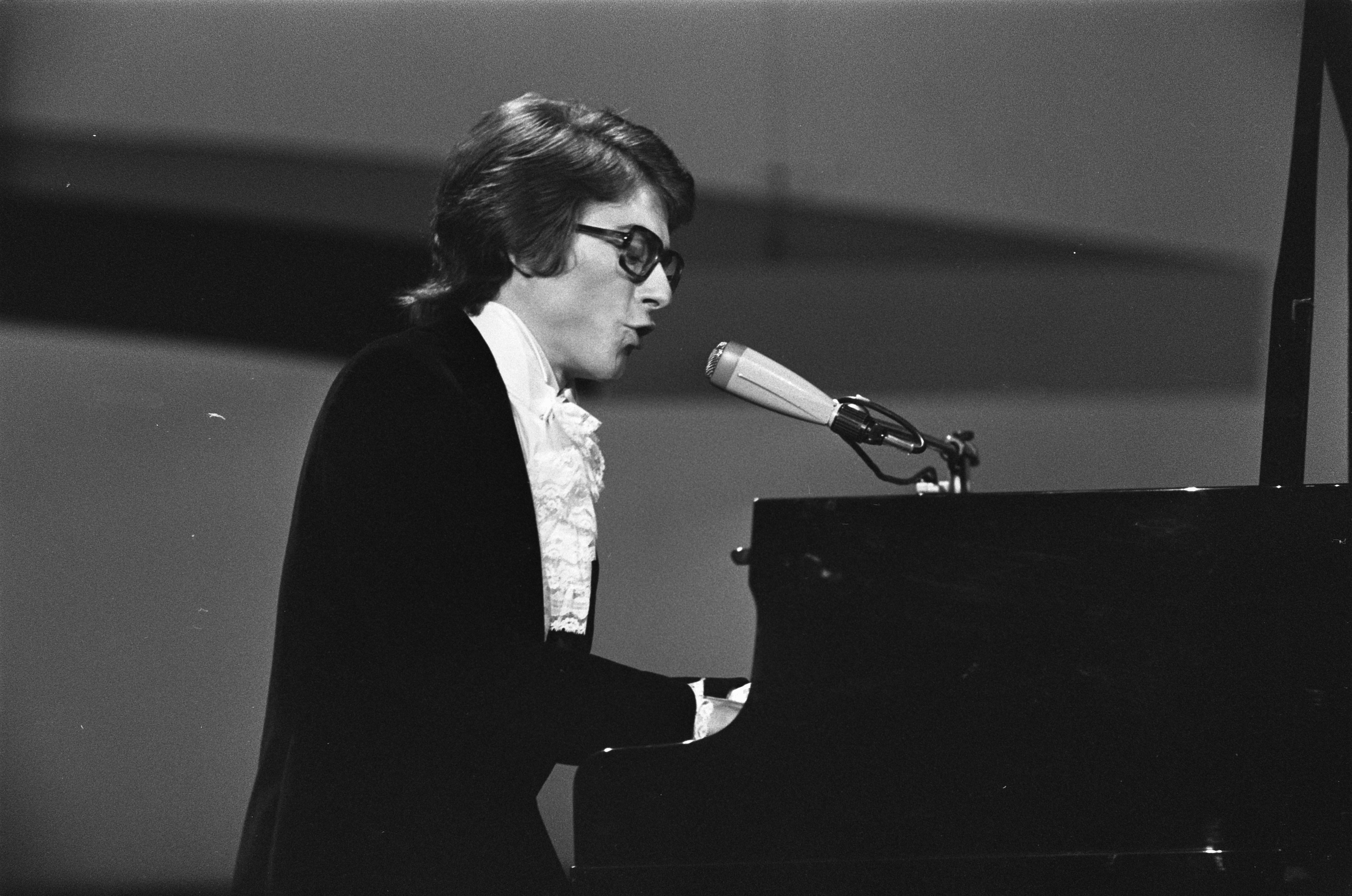
Guy Bonnet tijdens het songfestival in 1970

Guy Bonnet, die in 1968 verantwoordelijk was geweest voor het schrijven en componeren van de inzending van Isabelle Aubret, trad in 1970 zelf voor Frankrijk aan op het Eurovisiesongfestival. Hij werd vierde met het lied Marie-Blanche. Hierna kwam Frankrijk op het songfestival in een dipje terecht. In 1971 wist zanger Serge Lama nog net bij de beste tien te eindigen, maar dat lukte niet in 1972 en 1973, toen de zangeressen Betty Mars en Martine Clémenceau respectievelijk op de elfde en de vijftiende plaats strandden. In 1974 zag Frankrijk, vanwege het overlijden van president Georges Pompidou, zelfs helemaal af van deelname. De eigenlijke inzending van dat jaar, La vie à 25 ans van Dani, werd enkele dagen voor de wedstrijd teruggetrokken en het Eurovisiesongfestival van 1974 werd het eerste festival in de geschiedenis zonder Frankrijk.
Toen Frankrijk in 1975 terugkeerde op het songfestival, begon voor het land een nieuwe glorieperiode. Vijf jaar achter elkaar eindigden de Franse inzendingen bij de beste vier. In 1975 eindigde Nicole Rieu op de vierde plaats, en een jaar later zorgde Catherine Ferry voor een nog groter succes door tweede te worden met het lied Un, deux, trois. Ferry kreeg van ieder land punten en eindigde met een score van 147; zeventien punten te weinig om te kunnen zegevieren, maar tot op de dag van vandaag wel de hoogste score die Frankrijk ooit behaalde. Un, deux, trois groeide na het songfestival uit tot een grote hit in diverse Europese landen.

### Vijfde zege

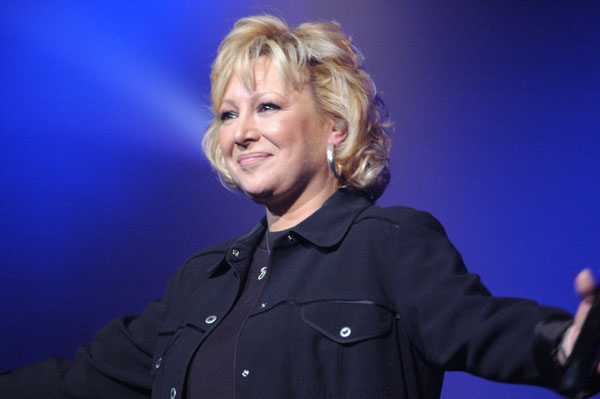
Met Marie Myriam (hier in 2007) won Frankrijk in 1977 voor het laatst het songfestival

Het hoogtepunt van de jaren 70 werd voor Frankrijk bereikt in 1977. Zangeres Marie Myriam trad in Londen aan met het liedje L'oiseau et l'enfant en schonk de Fransen een vijfde overwinning. Het werd voor Frankrijk voorlopig ook de laatste zege. Tot op de dag van vandaag heeft het land het Eurovisiesongfestival niet meer kunnen winnen.
In 1978 vond het Eurovisiesongfestival voor het laatst plaats in Frankrijk, en wel in de hoofdstad Parijs. Het gastland werd vertegenwoordigd door Joël Prévost, die als enige deelnemer van ieder land punten ontving, maar uiteindelijk op de derde plaats eindigde achter het winnende Israël en nummer 2 België. In 1979 gooiden de Fransen zich vervolgens in de strijd met een oud-songfestivalwinnares: Anne-Marie David, die in 1973 al eens had gezegevierd voor Luxemburg. David kwam met haar lied Je suis l'enfant soleil wederom dicht bij een overwinning, maar uiteindelijk was het wederom Israël dat won, en werd Frankrijk andermaal derde.
Na een teleurstellende elfde plaats voor de band Profil in 1980, boekte Frankrijk in 1981 weer een groot succes met zanger Jean Gabilou, afkomstig van het Frans-Polynesische eiland Tahiti. Zijn lied Humanahum, geschreven en gecomponeerd door hetzelfde team dat verantwoordelijk was voor het winnende L'oiseau et l'enfant in 1977, viel op door het gebruik van een kerkorgel. Het lied belandde op de derde plaats, op elf punten achter het winnende Verenigd Koninkrijk.
Ondanks de vele successen van de Franse inzendingen, was de Franse omroep TF1 niet tevreden over de kwaliteit van de wedstrijd, en trok het zich in 1982 terug van het Eurovisiesongfestival. Het land stuurde geen kandidaat, en zodoende werd de editie van 1982, na die van 1974, het tweede festival ooit waarop Frankrijk verstek liet gaan. Deze afwezigheid duurde echter maar één jaar. In 1983 al werd er, nadat televisiezender Antenne 2 de fakkel had overgenomen, opnieuw aan het songfestival meegedaan. Guy Bonnet, die 13 jaar eerder al eens vierde was geworden, werd weer van stal gehaald en behaalde in München de achtste plaats met het lied Vivre. Deze prestatie werd in 1984 herhaald door Annick Thoumazeau.
Tussen 1985 en 1988 boekte Frankrijk tegenvallende resultaten op het Eurovisiesongfestival. Roger Bens strandde in 1985 op de tiende plaats, en in 1986 kwam het vrouwelijke kwartet Cocktail Chic met het vrolijke Européennes zelfs niet verder dan de 17de plaats, de laagste notering voor Frankrijk tot dan toe. Ook Christine Minier belandde in 1987 met een 14de plaats onopvallend in de middenmoot. In 1988 werd Gérard Lenorman tiende.

### Nathalie Pâque
De Franse inzending van 1989 was controversieel. Het land liet zich in Lausanne namelijk vertegenwoordigen door de Belgische zangeres Nathalie Pâque. Deze deelname stuitte bij veel Fransen op verontwaardiging, aangezien men niet begreep waarom er een zangeres uit het buitenland gehaald moest worden terwijl er in Frankrijk zelf genoeg zangkwaliteit aanwezig was. De grootste ophef werd echter vooral veroorzaakt door de leeftijd van Pâque; ten tijde van deelname was zij nog maar 11 jaar oud. Verschillende delegaties van andere landen vonden het niet kunnen dat een kind werd ingezet bij een wedstrijd voor volwassenen, en dienden protesten in bij de EBU. Deze paste hierop in 1990 de minimumleeftijd voor deelnemende artiesten aan naar 16 jaar. Pâque, die ondanks alle commotie op een mooie achtste plaats eindigde, blijft zodoende in de boeken staan als de jongste leadzangeres in de geschiedenis van het Eurovisiesongfestival.

## De jaren 90 tot 2020

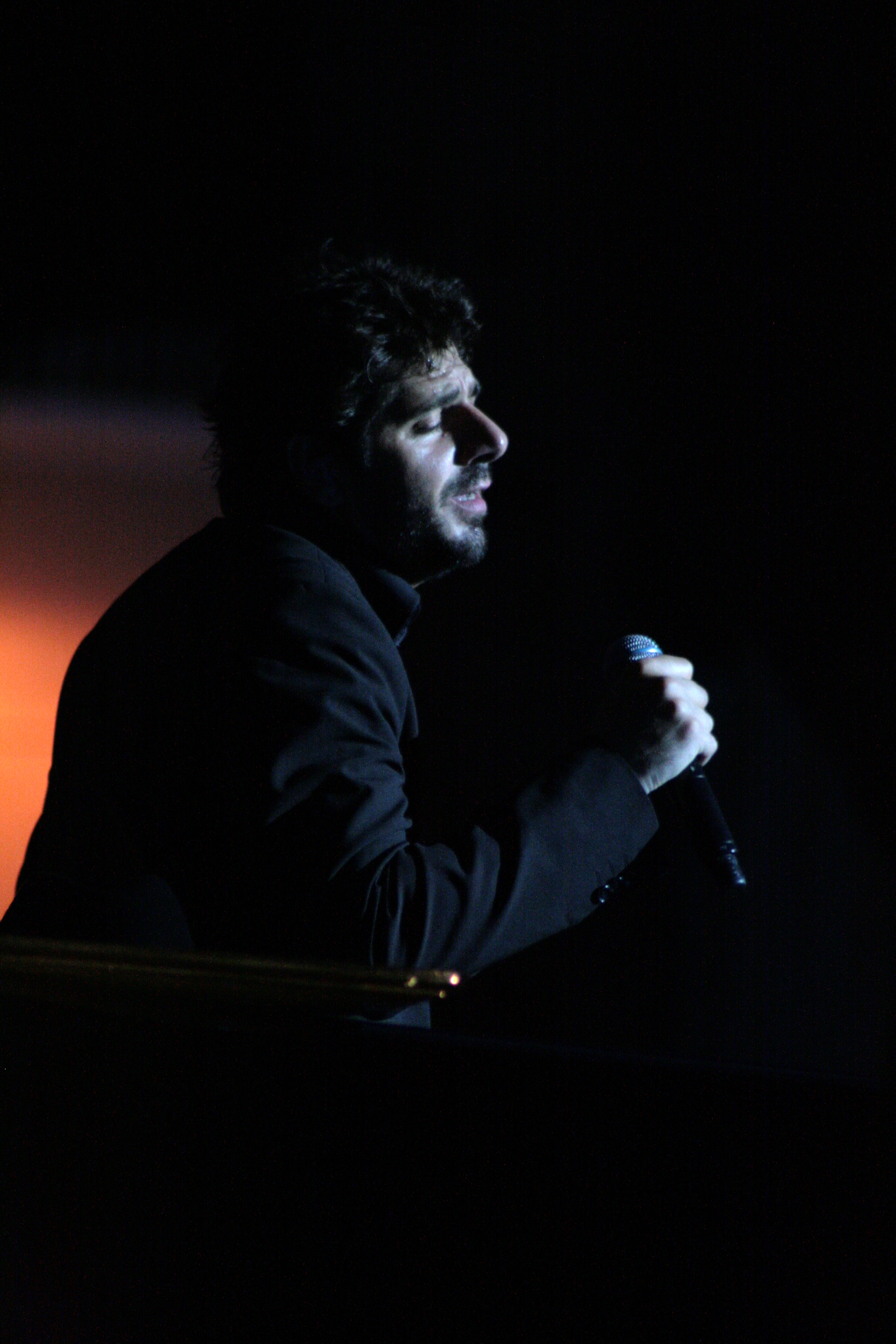
Patrick Fiori eindigde in 1993 op de vierde plaats met Mama Corsica

### Net geen zesde zege
Hoewel Frankrijk het Eurovisiesongfestival sinds 1977 niet meer heeft kunnen winnen, kwam het daar aan het begin van de jaren negentig wel nog erg dicht bij. In 1990 bleek Europa erg gecharmeerd van de exotische Franse inzending White and black blues, een lied over huidskleur geschreven door Serge Gainsbourg en uitgevoerd door de zwarte zangeres Joëlle Ursull. Het eindigde samen met Ierland op de tweede plaats, achter de enigszins verrassende winnaar Italië.
In 1991 had Frankrijk een zesde songfestivalzege voor het grijpen. De Frans-Tunesische zangeres Amina deed dat jaar mee voor de Fransen met het lied C’est le dernier qui a parlé qui a raison en was vooraf een favoriet voor de eindoverwinning. Na een spannende puntentelling bleek Frankrijk samen met Zweden met 146 punten bovenaan te staan, maar in tegenstelling tot in het verleden kon er echter maar één land als winnaar worden uitgeroepen. Daarom werd er gekeken naar welk land de meeste topscores (12 punten) had behaald. Toen bleek dat beide landen evenveel 12 punten hadden gekregen (allebei vier keer), werd er gekeken naar het aantal 10 punten. Met een 5-2 voordeel aan 10 punten werd het Eurovisiesongfestival uiteindelijk gewonnen door de Zweedse zangeres Carola.
In de volgende jaren bleef Frankrijk successen boeken met originele bijdragen. In 1992 zorgde de van Martinique afkomstige zanger Kali, voor een achtste plaats met zijn zelfgeschreven lied Monté la riviè. Deze inzending werd deels vertolkt in het Haïtiaans-Creools en in 1993 opgevolgd door een deels in het Corsicaans uitgevoerde lofzang op het eiland Corsica, uitgevoerd door Patrick Fiori, dat vierde werd. Zangeres Nina Morato bracht Frankrijk in 1994 vervolgens naar de zevende plaats met een gedurfde uitvoering van haar lied Je suis un vrai garçon. In 1995 was er weer een vierde plaats voor Nathalie Santamaria.

### Verval
In 1996 werd Frankrijks succesvolle periode op het songfestival onderbroken; het in het Bretons vertolkte lied Diwanit bugale van Dan Ar Braz & Héritage des Celtes kwam met 18 punten niet hoger dan een 19de plaats. Het zeer matige resultaat luidde een nieuw songfestivaltijdperk in, waarbij televoting werd geïntroduceerd en Frankrijk niet meer automatisch veel punten krijgt en hoog eindigt. De 17-jarige Fanny sleepte in 1997 nog wel een zevende plaats binnen met het intieme Sentiments songes, maar in 1998 werd het songfestival voor de Fransen een grote ontgoocheling, met slechts een 24ste plaats voor zangeres Marie Line. Haar lied Où aller vergaarde slechts drie punten en werd de grootste flop voor Frankrijk sinds 1966. Ook de zangeressen Nayah en Sofia Mestari konden Europa niet bekoren, met respectievelijk een 19de plaats in 1999 en een 23ste plaats in 2000.
Het tij leek weer enigszins te keren in 2001, toen de Canadese zangeres Natasha Saint-Pier voor Frankrijk een behoorlijk succes boekte met het lied Je n'ai que mon âme. Het belandde op de vierde plaats. Dit succes werd een jaar later voortgezet door Sandrine François, die in Tallinn vijfde werd met Il faut du temps. In de twee decennia die hierop volden, deed Frankrijk echter niet meer mee voor de prijzen. Vanaf 2003 werden vrijwel alleen nog zeer matige en onopvallende resultaten behaald. Zo was er in 2003 een teleurstellende 18de plaats voor Louisa Baïleche met het lied Monts et merveilles. In 2004 werd de Belgische zanger Jonatan Cerrada ingezet, maar ook hij kon met een 15de plaats geen potten breken, net zomin als de van oorsprong Israëlische zangeres Ortal, die als 23ste eindigde in 2005. In 2006 mocht Virginie Pouchain het proberen met de ballade Il était temps. Haar zang op het Eurovisiepodium in Athene bleek echter onzuiver en kreeg maar 5 punten. Vervolgens probeerden de Fransen het in 2007 en 2008 met komisch bedoelde bijdragen, maar zowel Les Fatals Picards (22ste plaats) als Sébastien Tellier (19de plaats) faalden jammerlijk om Frankrijk terug te brengen aan de top.

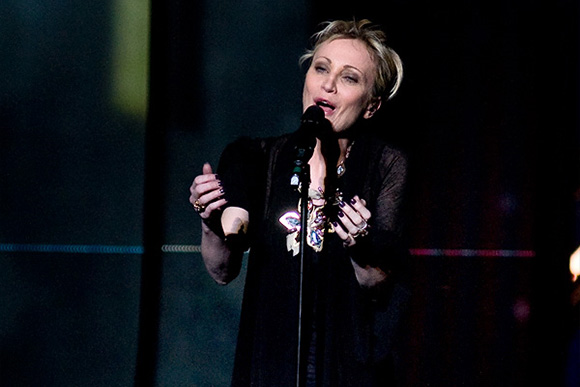
Patricia Kaas werd achtste op het Eurovisiesongfestival in Moskou (2009)

### Meer povere jaren
Een van de weinige succesjes die Frankrijk in deze periode nog had, kwam er in 2009 met de deelname van de gerenommeerde zangeres Patricia Kaas. Kaas trad in Moskou aan met een traditioneel klinkend chanson, Et s'il fallait le faire. Het kreeg 107 punten en eindigde op de achtste plaats. Een jaar later werd de oorspronkelijk Congolese zanger Jessy Matador twaalfde, met het door het WK Voetbal geïnspireerde nummer Allez ola olé.
In 2011 baarde Frankrijk opzien met het afvaardigen van operazanger Amaury Vassili. Zijn lied Sognu, geheel gezongen in het Corsicaans, werd voorafgaand aan het songfestival goed ontvangen in de pers en stond bovendien hoog in de peilingen. Uiteindelijk kwam het echter niet verder dan de 15de plaats.
Na een 22ste plaats voor de Indonesische zangeres Anggun in 2012, en slechts een 23ste plaats voor Amandine Bourgeois in 2013, volgde in 2014 het absolute dieptepunt uit Frankrijks songfestivalgeschiedenis: het land eindigde voor het eerst in de geschiedenis op de laatste plaats. Verantwoordelijk hiervoor was de popgroep Twin Twin. Hun nummer Moustache kreeg slechts twee punten.
In 2015 probeerden de Fransen het weer met een ouderwets chanson: N’oubliez pas van Lisa Angell. Het lied memoreerde de Eerste Wereldoorlog en werd goed ontvangen, maar ging tijdens de puntentelling volledig ten onder. Angell ontving slechts vier punten en strandde op de 25ste plaats, waarmee Frankrijk voor de vierde keer op rij buiten de top 20 belandde. In 2016 werd het tij gekeerd door Amir, die met zijn nummer J'ai cherché zesde werd in de einduitslag, het beste Franse resultaat sinds 2002. Dit succes werd echter niet doorgezet door zangeres Alma, die in 2017 op de twaalfde plaats eindigde.
In 2018 en 2019 koos Frankrijk voor inzendingen met een sterk maatschappelijk thema. Het duo Madame Monsieur trad in 2018 aan met het nummer Mercy, waarvan de tekst ging over de Europese vluchtelingencrisis. In 2019 zong de homoseksuele Bilal Hassani over zelfacceptatie in het nummer Roi, mede geschreven door Madame Monsieur. Hassani werd op het Eurovisiepodium in Tel Aviv bijgestaan door twee danseressen: een corpulente ballerina en een doof meisje. Ondanks hoge verwachtingen vooraf bleven beide inzendingen, met respectievelijk een 13de en 16de plaats, steken in de middenmoot.

## 2020 en verder

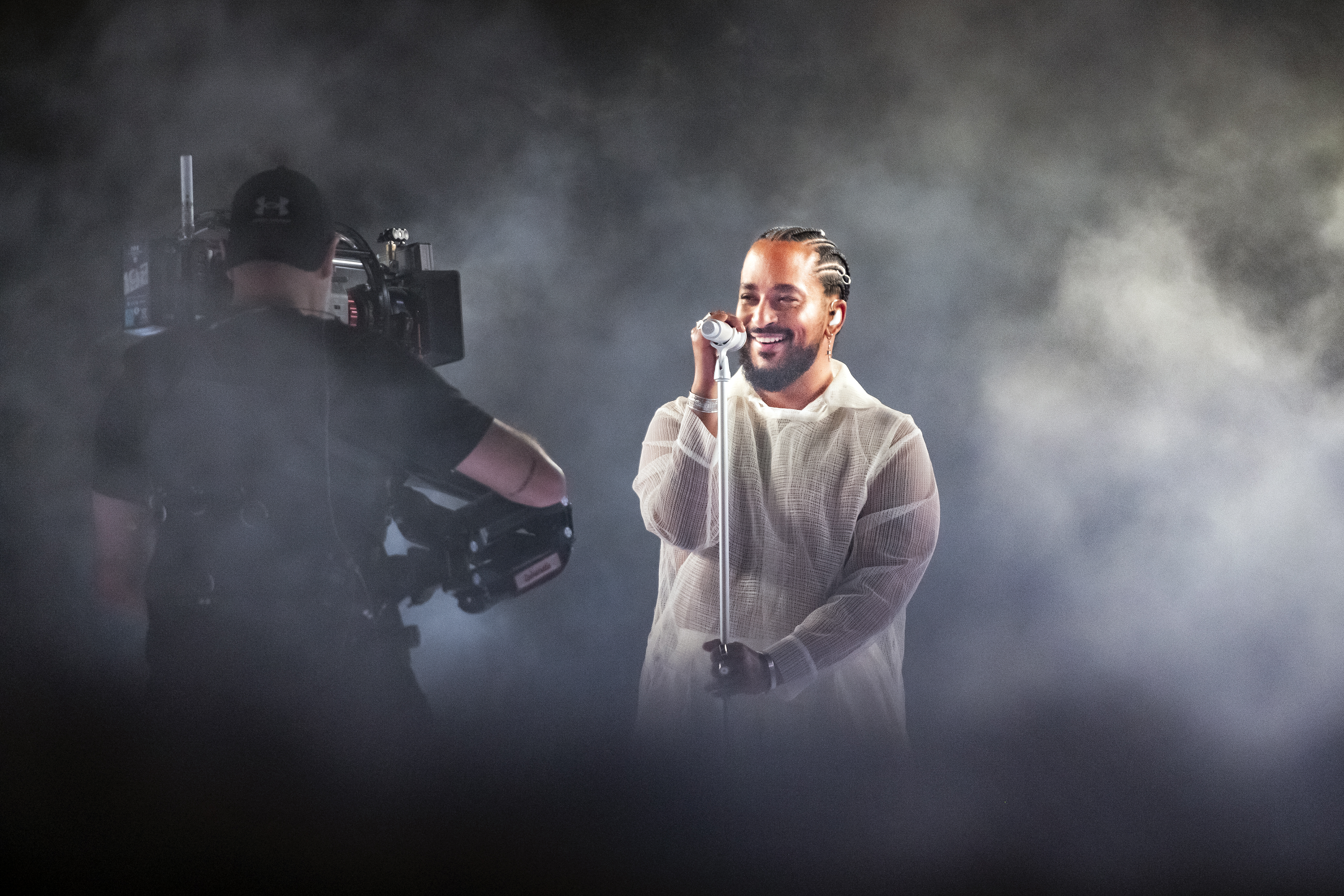
Slimane behaalde de vierde plaats tijdens het Eurovisiesongfestival 2024.

In 2020 zou Frankrijk vertegenwoordigd worden door Tom Leeb met het lied Mon alliée (the best in me). Het feit dat de tekst van dit nummer voor een groot deel Engelstalig was, kreeg stevige kritiek van onder meer de toenmalige minister van Cultuur. Uiteindelijk ging de editie van 2020 vanwege de coronapandemie niet door. In 2021 keerde het festival weer terug en werd Barbara Pravi voor Frankrijk naar Rotterdam gestuurd met het nummer Voilà. Het betrof een typisch Frans chanson, dat onder meer opviel door de zeer eenvoudige act. Pravi was zowel bij de vakjury's als bij het televotende publiek een van de grote favorieten en kwam uiteindelijk ook dicht bij de eindoverwinning: ze eindigde met 499 punten op de tweede plaats, 25 punten achter de winnende Italiaanse rockband Måneskin. Het was voor het eerst in dertig jaar dat Frankrijk weer eens zo hoog eindigde op het Eurovisiesongfestival.
In de hoop dit grote succes te prolongeren, traden de Fransen in 2022 aan met Fulenn, een in het Bretons vertolkt dancenummer met Keltische invloeden, uitgevoerd door zanger Alvan en het trio Ahez. De inzending verzamelde bij de puntentelling echter slechts 17 punten en draaide daarmee uit op een flop; alleen Duitsland presteerde dat jaar nog slechter. In 2023 werd de Canadese zangeres La Zarra naar Liverpool gestuurd. Kort voor het festival leek ze een goede kans op een hoge notering te hebben, maar uiteindelijk moest ze het doen met een zestiende plaats. In 2024 werd Slimane naar Malmö gestuurd. Met Mon amour boekte hij een behoorlijk succes en eindigde met 445 punten op een vierde plaats. Tijdens de editie van 2025 eindigde Louane op de 7e plaats haar lied Maman. De zangeres wist een groot deel van de jury voor zich te winnen, tot een totaal van 230 punten samen met de publieksstemmen, waarvan ze 50 punten ontving.

## Franse deelnames
| Jaar | Artiest                           | Titel                                     | Fin. | Ptn. | Taal                |
| ---- | --------------------------------- | ----------------------------------------- | ---- | ---- | ------------------- |
| 1956 | Mathé Altéry                      | Le temps perdu                            | ?    | ?    | Frans               |
| 1956 | Dany Dauberson                    | Il est là                                 | ?    | ?    | Frans               |
| 1957 | Paule Desjardins                  | La belle amour                            | 2    | 17   | Frans               |
| 1958 | André Claveau                     | Dors, mon amour                           | 1    | 27   | Frans               |
| 1959 | Jean Philippe                     | Oui, oui, oui, oui                        | 3    | 15   | Frans               |
| 1960 | Jacqueline Boyer                  | Tom Pillibi                               | 1    | 32   | Frans               |
| 1961 | Jean-Paul Mauric                  | Printemps, avril carillonne               | 4    | 13   | Frans               |
| 1962 | Isabelle Aubret                   | Un premier amour                          | 1    | 26   | Frans               |
| 1963 | Alain Barrière                    | Elle était si jolie                       | 5    | 25   | Frans               |
| 1964 | Rachel                            | Le chant de Mallory                       | 4    | 14   | Frans               |
| 1965 | Guy Mardel                        | N'avoue jamais                            | 3    | 22   | Frans               |
| 1966 | Dominique Walter                  | Chez nous                                 | 16   | 1    | Frans               |
| 1967 | Noëlle Cordier                    | Il doit faire beau là-bas                 | 3    | 20   | Frans               |
| 1968 | Isabelle Aubret                   | La source                                 | 3    | 20   | Frans               |
| 1969 | Frida Boccara                     | Un jour, un enfant                        | 1    | 18   | Frans               |
| 1970 | Guy Bonnet                        | Marie-Blanche                             | 4    | 8    | Frans               |
| 1971 | Serge Lama                        | Un jardin sur la terre                    | 10   | 82   | Frans               |
| 1972 | Betty Mars                        | Comé-comédie                              | 10   | 81   | Frans               |
| 1973 | Martine Clémenceau                | Sans toi                                  | 15   | 65   | Frans               |
| 1975 | Nicole Rieu                       | Et bonjour à toi l'artiste                | 4    | 91   | Frans               |
| 1976 | Catherine Ferry                   | Un, deux, trois                           | 2    | 147  | Frans               |
| 1977 | Marie Myriam                      | L'oiseau et l'enfant                      | 1    | 136  | Frans               |
| 1978 | Joël Prévost                      | Il y aura toujours des violons            | 3    | 119  | Frans               |
| 1979 | Anne-Marie David                  | Je suis l'enfant soleil                   | 3    | 106  | Frans               |
| 1980 | Profil                            | Hé, hé m'sieurs dames                     | 11   | 45   | Frans               |
| 1981 | Jean Gabilou                      | Humanahum                                 | 3    | 125  | Frans               |
| 1983 | Guy Bonnet                        | Vivre                                     | 8    | 56   | Frans               |
| 1984 | Annick Thoumazeau                 | Autant d'amoureux que d'étoiles           | 8    | 61   | Frans               |
| 1985 | Roger Bens                        | Femme dans ses rêves aussi                | 10   | 56   | Frans               |
| 1986 | Cocktail Chic                     | Européennes                               | 17   | 13   | Frans               |
| 1987 | Christine Minier                  | Les mots d'amour n'ont pas de dimanche    | 14   | 44   | Frans               |
| 1988 | Gérard Lenorman                   | Chanteur de charme                        | 10   | 64   | Frans               |
| 1989 | Nathalie Pâque                    | J'ai volé la vie                          | 8    | 60   | Frans               |
| 1990 | Joëlle Ursull                     | White and black blues                     | 2    | 132  | Frans               |
| 1991 | Amina                             | C'est le dernier qui a parlé qui a raison | 2    | 146  | Frans               |
| 1992 | Kali                              | Monté la riviè                            | 8    | 73   | Frans en Kreyòl     |
| 1993 | Patrick Fiori                     | Mama Corsica                              | 4    | 121  | Frans en Corsicaans |
| 1994 | Nina Morato                       | Je suis un vrai garçon                    | 7    | 74   | Frans               |
| 1995 | Nathalie Santamaria               | Il me donne rendez-vous                   | 4    | 94   | Frans               |
| 1996 | Dan Ar Braz & Héritage des Celtes | Diwanit bugale                            | 19   | 18   | Bretons             |
| 1997 | Fanny                             | Sentiments songes                         | 7    | 95   | Frans               |
| 1998 | Marie Line                        | Où aller                                  | 24   | 3    | Frans               |
| 1999 | Nayah                             | Je veux donner ma voix                    | 19   | 14   | Frans               |
| 2000 | Sofia Mestari                     | On aura le ciel                           | 23   | 5    | Frans               |
| 2001 | Natasha Saint-Pier                | Je n'ai que mon âme                       | 4    | 142  | Frans en Engels     |
| 2002 | Sandrine François                 | Il faut du temps (je me battrai pour ça)  | 5    | 104  | Frans               |
| 2003 | Louisa Baïleche                   | Monts et merveilles                       | 18   | 19   | Frans               |
| 2004 | Jonatan Cerrada                   | A chaque pas                              | 15   | 40   | Frans en Spaans     |
| 2005 | Ortal                             | Chacun pense à soi                        | 23   | 11   | Frans               |
| 2006 | Virginie Pouchain                 | Il était temps                            | 22   | 5    | Frans               |
| 2007 | Les Fatals Picards                | L'amour à la française                    | 22   | 19   | Frans en Engels     |
| 2008 | Sébastien Tellier                 | Divine                                    | 19   | 47   | Frans en Engels     |
| 2009 | Patricia Kaas                     | Et s'il fallait le faire                  | 8    | 107  | Frans               |
| 2010 | Jessy Matador                     | Allez ola olé                             | 12   | 82   | Frans               |
| 2011 | Amaury Vassili                    | Sognu                                     | 15   | 82   | Corsicaans          |
| 2012 | Anggun                            | Echo (you and I)                          | 22   | 21   | Frans en Engels     |
| 2013 | Amandine Bourgeois                | L'enfer et moi                            | 23   | 14   | Frans               |
| 2014 | Twin Twin                         | Moustache                                 | 26   | 2    | Frans               |
| 2015 | Lisa Angell                       | N’oubliez pas                             | 25   | 4    | Frans               |
| 2016 | Amir                              | J'ai cherché                              | 6    | 257  | Frans en Engels     |
| 2017 | Alma                              | Requiem                                   | 12   | 135  | Frans en Engels     |
| 2018 | Madame Monsieur                   | Mercy                                     | 13   | 173  | Frans               |
| 2019 | Bilal Hassani                     | Roi                                       | 16   | 105  | Frans en Engels     |
| 2021 | Barbara Pravi                     | Voilà                                     | 2    | 499  | Frans               |
| 2022 | Alvan & Ahez                      | Fulenn                                    | 24   | 17   | Bretons             |
| 2023 | La Zarra                          | Évidemment                                | 16   | 104  | Frans               |
| 2024 | Slimane                           | Mon amour                                 | 4    | 445  | Frans               |
| 2025 | Louane                            | Maman                                     | 7    | 230  | Frans               |

## Punten
Vanwege de taal, heeft Frankrijk in zijn songfestivalgeschiedenis over het algemeen veel punten mogen ontvangen van andere (deels) Franstalige landen, zoals Luxemburg, België, Zwitserland en Monaco. Ook Nederland, Duitsland en Israël hebben door de jaren heen echter veel op de Franse inzendingen gestemd. Andersom heeft Frankrijk juist vaak veel punten aan het Verenigd Koninkrijk geschonken, en aan Spanje. Daarnaast heeft Frankrijk door de jaren heen veel punten gegeven aan Israël en Italië.
Periode 1957-2025. Punten uit halve finales zijn in deze tabellen niet meegerekend.
| Plaats | Land                | Punten |
| ------ | ------------------- | ------ |
| 1      | Israël              | 271    |
| 2      | Portugal            | 243    |
| 3      | Italië              | 219    |
| 4      | Verenigd Koninkrijk | 209    |
| 5      | Spanje              | 201    |

| Plaats | Land        | Punten |
| ------ | ----------- | ------ |
| 1      | België      | 231    |
| 2      | Zwitserland | 228    |
| 3      | Duitsland   | 207    |
| 4      | Nederland   | 206    |
| 4      | Noorwegen   | 202    |

### Twaalf punten gegeven aan Frankrijk
| Aantal | Land                  | Wanneer                            |
| ------ | --------------------- | ---------------------------------- |
| 6      | Nederland             | 1976, 1979, 1984, 1990, 2021 (j+t) |
| 5      | Zwitserland           | 1977, 1981, 1990, 1992, 2021 (j)   |
| 4      | Armenië               | 2016 (j), 2024 (j+t), 2025 (j)     |
| 4      | Duitsland             | 1976, 1981                         |
| 4      | Luxemburg             | 1979, 1981, 1987, 2025 (j)         |
| 4      | Oostenrijk            | 1976, 1978, 1981, 1991             |
| 4      | Portugal              | 1975, 1993, 2001, 2021 (t)         |
| 3      | België                | 2011, 2021 (t), 2024 (j)           |
| 3      | Finland               | 1977, 1990, 2002                   |
| 3      | Griekenland           | 1985, 2011, 2025 (j)               |
| 3      | Joegoslavië           | 1976, 1988, 1990                   |
| 3      | Noorwegen             | 1990, 1991, 1997                   |
| 2      | Ierland               | 1975, 2021 (j)                     |
| 2      | IJsland               | 1990, 2024 (j)                     |
| 2      | Israël                | 1991, 1992                         |
| 2      | Monaco                | 1976, 2004                         |
| 2      | Servië                | 2021 (j), 2025 (j)                 |
| 2      | Spanje                | 2021 (j+t)                         |
| 1      | Albanië               | 2025 (j)                           |
| 1      | Bosnië en Herzegovina | 2001                               |
| 1      | Bulgarije             | 2017 (t)                           |
| 1      | Denemarken            | 1993                               |
| 1      | Estland               | 1997                               |
| 1      | Italië                | 1991                               |
| 1      | Oekraïne              | 2018 (j)                           |
| 1      | Polen                 | 1997                               |
| 1      | Rusland               | 2001                               |
| 1      | San Marino            | 2021 (j)                           |
| 1      | Slovenië              | 2024 (j)                           |
| 1      | Verenigd Koninkrijk   | 2021 (j)                           |

(j) = vakjury; (t) = televoting

### Twaalf punten gegeven door Frankrijk
(Vetgedrukte landen waren ook de winnaar van dat jaar.)
| Jaar | Land                | Jaar | Land                | Jaar | Land                   | Jaar | Land                                 |
| ---- | ------------------- | ---- | ------------------- | ---- | ---------------------- | ---- | ------------------------------------ |
| 1975 | Verenigd Koninkrijk | 1989 | Verenigd Koninkrijk | 2003 | België                 | 2017 | Portugal (j+t)                       |
| 1976 | Portugal            | 1990 | Luxemburg           | 2004 | Turkije                | 2018 | Israël (j+t)                         |
| 1977 | Verenigd Koninkrijk | 1991 | Cyprus              | 2005 | Turkije                | 2019 | Nederland (j) Israël (t)             |
| 1978 | België              | 1992 | Italië              | 2006 | Turkije                | 2021 | Griekenland (j) Oekraïne (t)         |
| 1979 | Duitsland           | 1993 | Zwitserland         | 2007 | Turkije                | 2022 | Verenigd Koninkrijk (j) Oekraïne (t) |
| 1980 | Nederland           | 1994 | Polen               | 2008 | Armenië                | 2023 | Israël (j) Armenië (t)               |
| 1981 | Zweden              | 1995 | Verenigd Koninkrijk | 2009 | Turkije                | 2024 | Portugal (j) Israël (t)              |
| 1982 | Geen deelname       | 1996 | Oostenrijk          | 2010 | Turkije                | 2025 | Albanië (j) Israël (t)               |
| 1983 | Luxemburg           | 1997 | Verenigd Koninkrijk | 2011 | Spanje                 |      |                                      |
| 1984 | België              | 1998 | Israël              | 2012 | Zweden                 |      |                                      |
| 1985 | Israël              | 1999 | Portugal            | 2013 | Denemarken             |      |                                      |
| 1986 | België              | 2000 | Turkije             | 2014 | Armenië                |      |                                      |
| 1987 | Nederland           | 2001 | Portugal            | 2015 | België                 |      |                                      |
| 1988 | Denemarken          | 2002 | Spanje              | 2016 | Italië (j) Armenië (t) |      |                                      |

(j) = vakjury; (t) = televoting

## Fotogalerij

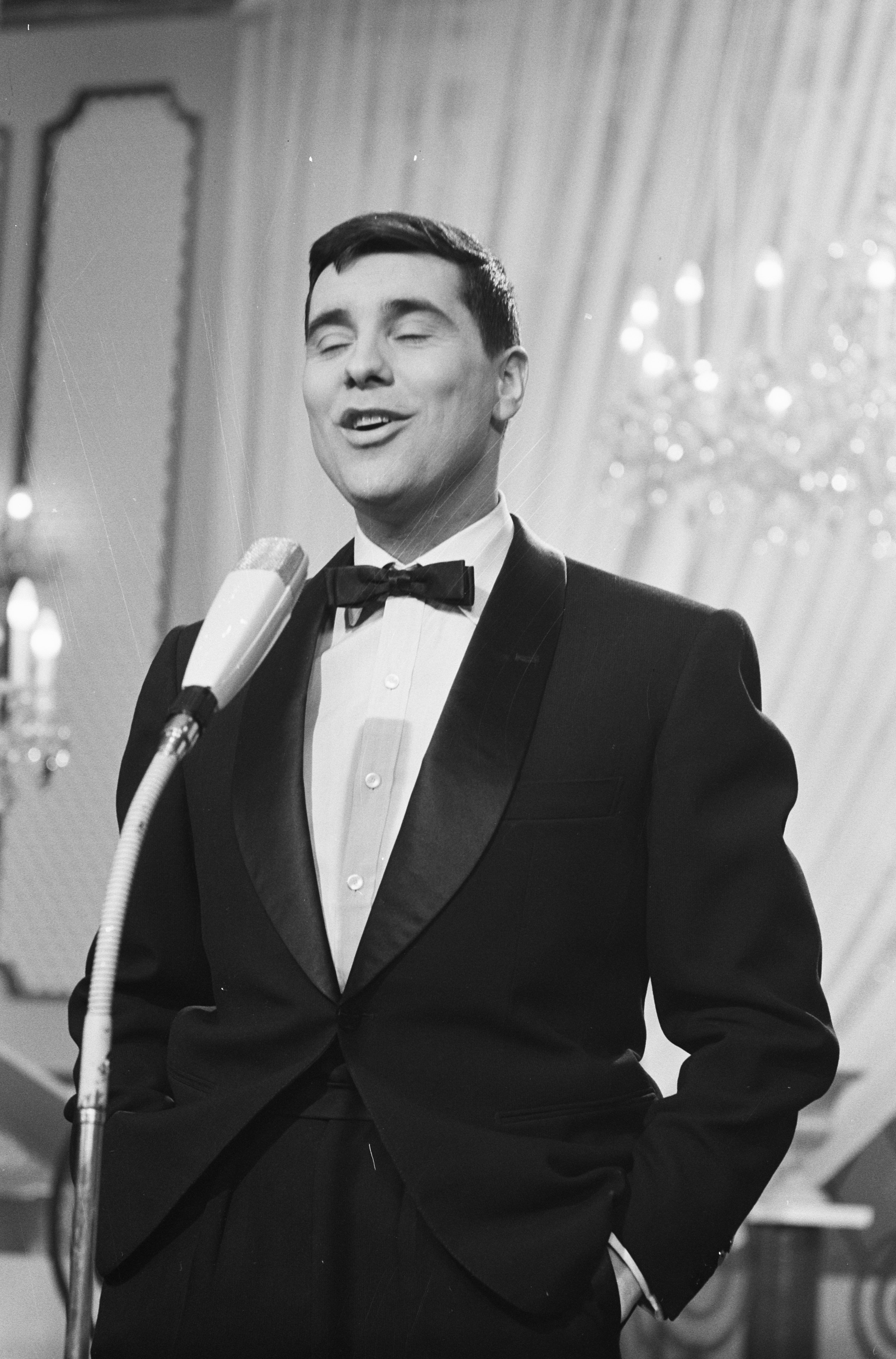
Jean Philippe in Luxemburg (1962)
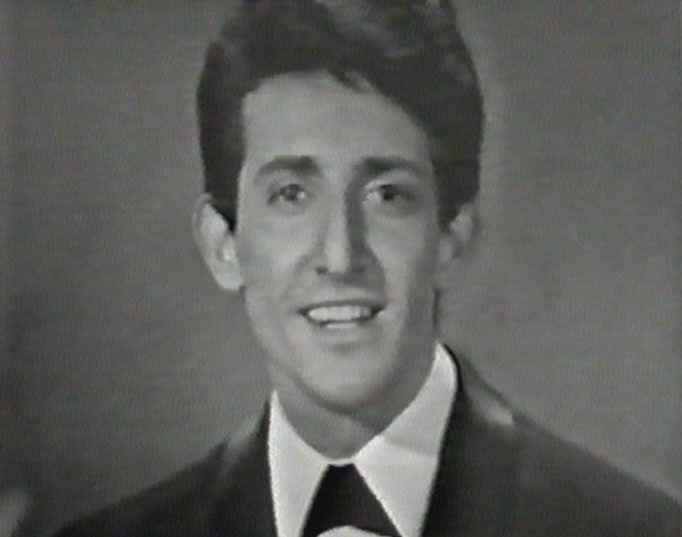
Guy Mardel in Napels (1965)
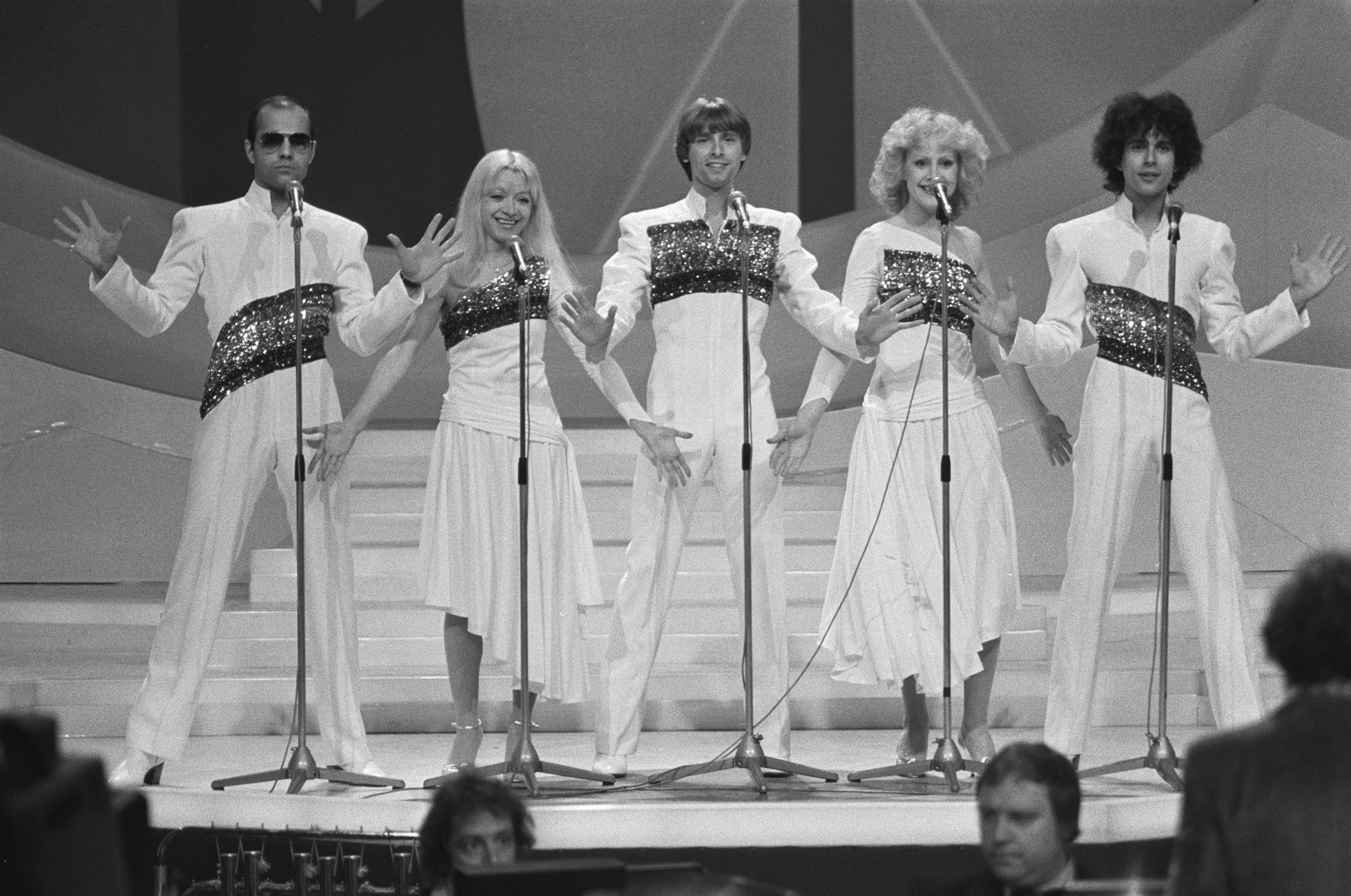
Profil in Den Haag (1980)
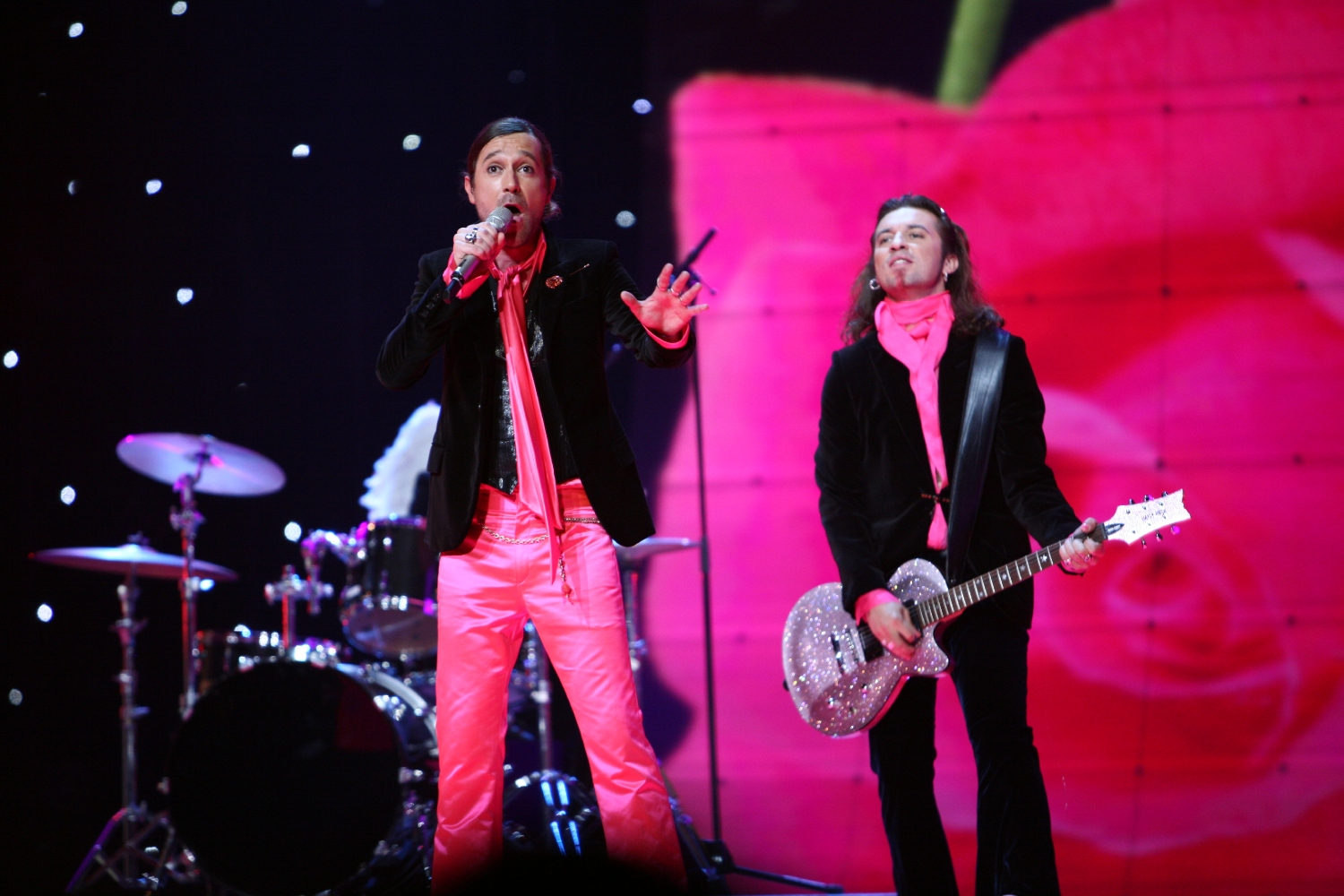
Les Fatals Picards in Helsinki (2007)
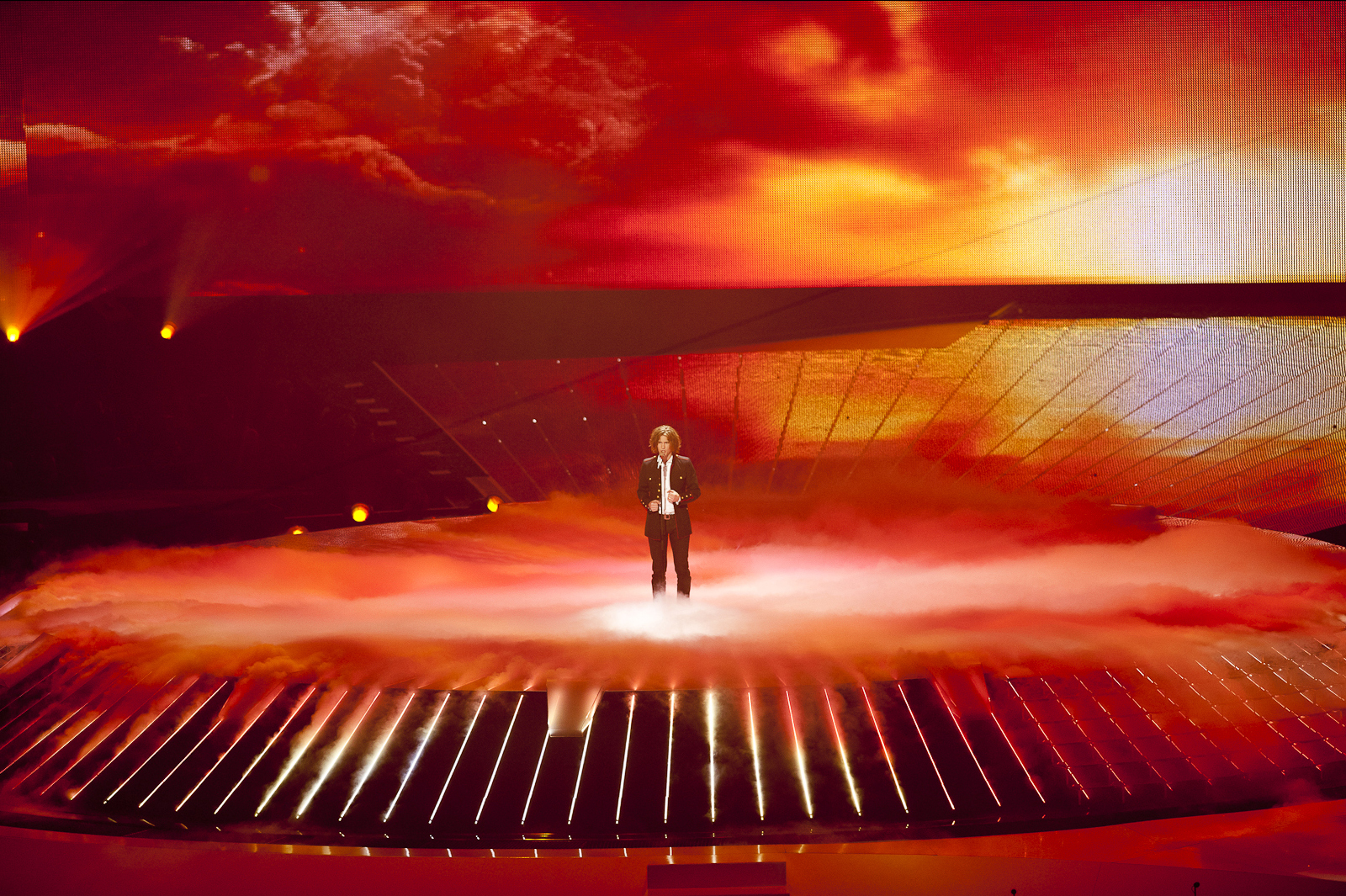
Amaury Vassili in Dusseldorf (2011)
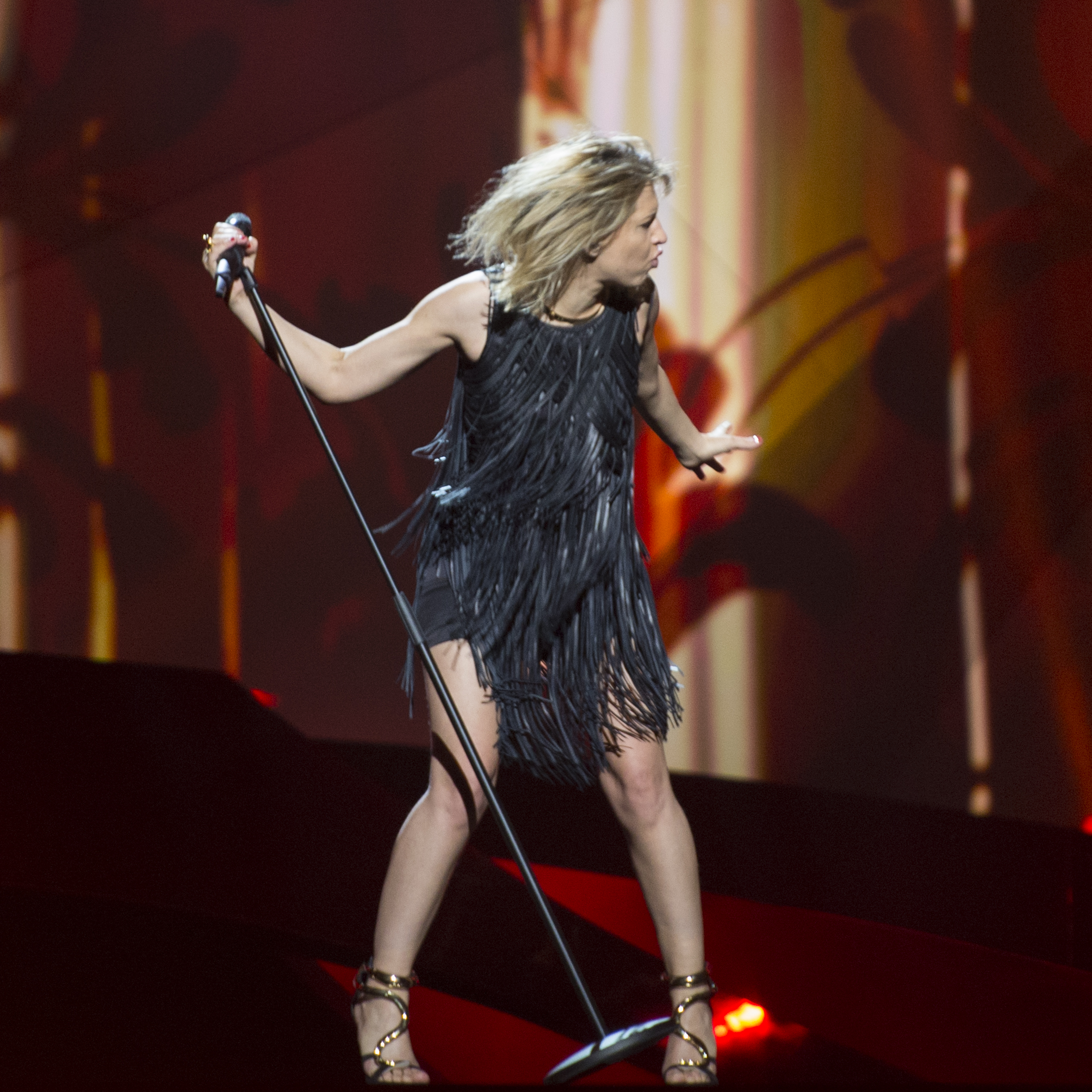
Amandine Bourgeois in Malmö (2013)
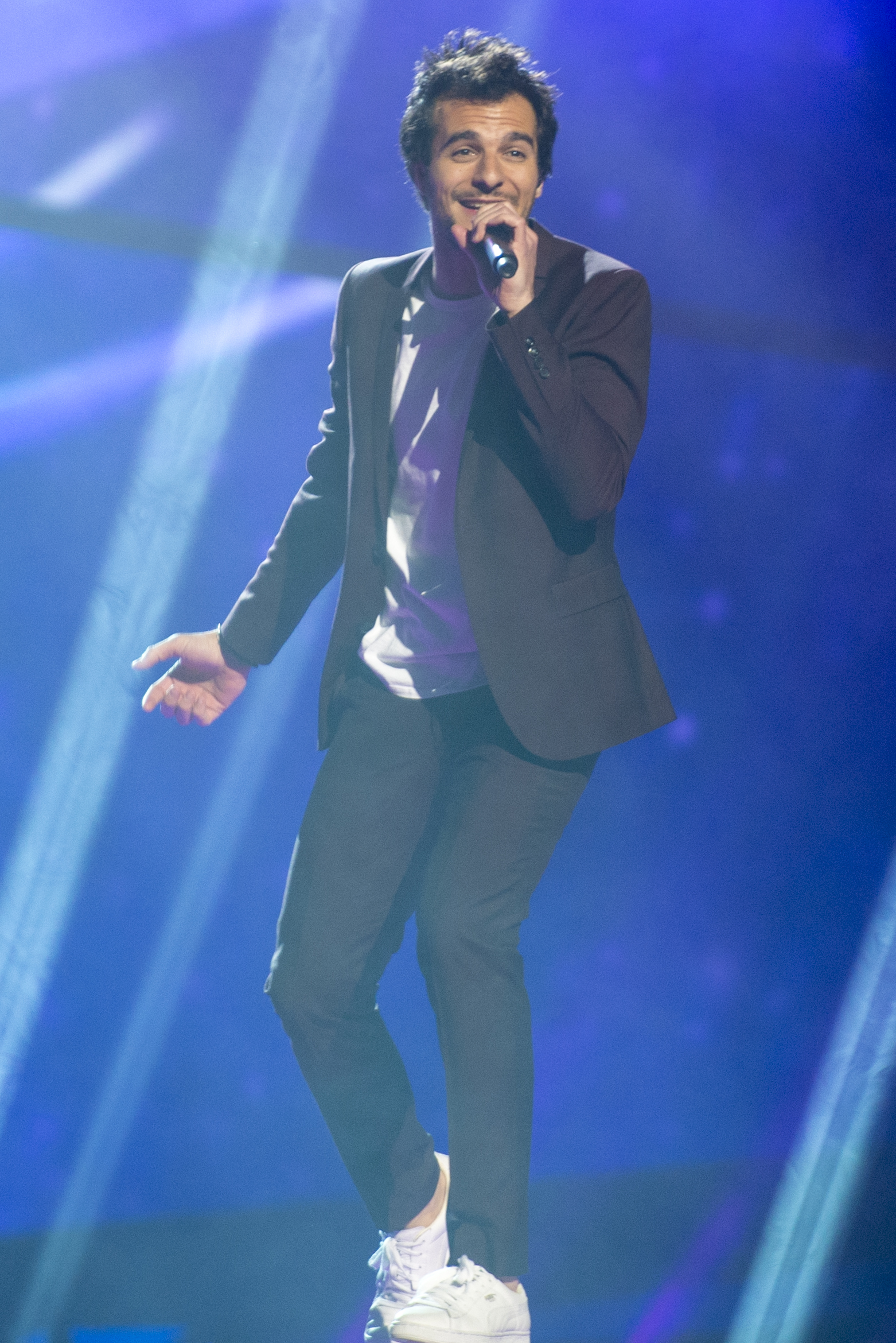
Amir in Stockholm (2016)

1956 · 1957 · 1958 · 1959 · 1960 · 1961 · 1962 · 1963 · 1964 · 1965 · 1966 · 1967 · 1968 · 1969 · 1970 · 1971 · 1972 · 1973 · 1974 · 1975 · 1976 · 1977 · 1978 · 1979 · 1980 · 1981 · 1982 · 1983 · 1984 · 1985 · 1986 · 1987 · 1988 · 1989 · 1990 · 1991 · 1992 · 1993 · 1994 · 1995 · 1996 · 1997 · 1998 · 1999 · 2000 · 2001 · 2002 · 2003 · 2004 · 2005 · 2006 · 2007 · 2008 · 2009 · 2010 · 2011 · 2012 · 2013 · 2014 · 2015 · 2016 · 2017 · 2018 · 2019 · 2020 · 2021 · 2022 · 2023 · 2024 · 2025